# Деца кукуруза 2: Последња жртва
Деца кукуруза 2: Последња жртва (енгл. Children of the Corn II: The Final Sacrifice) амерички је натприродни слешер хорор филм из 1992. године, редитеља Дејвида Прајса, рађен по краткој причи, Деца кукуруза, аутора Стивена Кинга. Главне улоге тумаче Теренс Нокс, Пол Шерер, Рајан Болман и Кристи Кларк. Радња се надовезује на крај претходног дела из 1984, мада се ниједан од ликова не враћа.
Снимање је почело у јулу 1991, у градићу Либерти, у Северној Каролини. Децу у филму су тумачила управо деца из Либертија, док се и син Брајана Јузне појављује као један од њих. Премијера је била 21. октобра 1992, у Немачкој, док су продукцијске куће Dimension Films и Miramax дистрибуирале филм у биоскопима наредне године. Филм је добио негативне оцене критичара, а није успео да понови ни комерцијални успех свог претходника.
Наредни наставак снимљен је 1995. године, под насловом Деца кукуруза 3: Урбана жетва. Други део је последњи филм у серијалу који је имао биоскопско приказивање.

## Радња
Радња се одвија у Хемингфорду, Небраска, граду у близини Гатлина, у коме су се одиграла убиства у претходном делу. Становници Хемингфорда одлучују да усвоје децу из Гатлина. Међутим, дечак по имену Мајка, поседнут демоном кукурузних поља, успева да поново оформи култ деце која убијају одрасле у граду.

## Улоге
| Глумац        | Улога             |
| ------------- | ----------------- |
| Теренс Нокс   | Џон Гарет         |
| Пол Шерер     | Дени Гарет        |
| Рајан Болман  | Мајка             |
| Кристи Кларк  | Лесли Хелерстат   |
| Розалинд Ален | Анџела Кежуал     |
| Нед Ромеро    | др Френк Ред Бер  |
| Ед Грејди     | др Ричард Еплбај  |
| Шон Бриџерс   | Џедедијах         |
| Обри Долар    | Наоми Џонсон      |
| Џон Бенес     | велечасни Холингс |